# روبرت إي. برينان
روبرت إي. برينان (بالإنجليزية: Robert E. Brennan)‏ هو شخصية أعمال أمريكي، ولد في 1944 في نيويورك في الولايات المتحدة.